# 恩久·央金珠白多吉
恩久·央金珠白多吉（藏語：དངུལ་ཆུ་དབྱངས་ཅན་གྲུབ་པི་རྡོ་རྗེ་，威利转写：dngul chu dbyangs can grub pai rdo rje，1809年—1887年）藏族，后藏也如竭地方人，藏传佛教格鲁派喇嘛、宗教活动家、语言学家、教育家。

## 生平
藏历第十四饶迥土蛇年（清朝乾隆十四年，1809年），央金珠白多吉生于扎西格培林附近（后藏也如竭地方，今谢通门县一个商人家庭。其父名叫扎西，其母名叫次仁斯确。
嘉庆二十五年（1820年），因为扎西格培林派僧差，他被迫应差来到该寺，拜噶钦衮确群培为师，出家并取法名“洛桑曲批”。次年，他在噶钦座前接受居士戒、沙弥戒。
10岁时，央金珠白多吉出任扎西格培林的差薪涅巴。19岁时，再次到伯父达摩巴扎座前学习声明、历算、文法、诗学、显密经论。34岁时，在上师达摩巴扎座前应试《声明集论》与诗学，成绩一流，上师当即赠其哈达，并赐名“央金珠白多吉”。此名以后成了他的通称。同年4月中旬，央金珠白多吉在达摩巴扎座前接受比丘戒。
央金珠白多吉曾在扎西格培林的分寺欧曲寺修行。
61岁时，央金珠白多吉赴拉萨、萨迦寺、扎什伦布寺等处朝拜并供奉寺庙，为三大寺僧众及俗人讲经。翌年，回到扎西格培林寺继续修习佛法。
藏历第十五饶迥火猪年（清朝光绪十三年十一月，1887年），央金珠白多吉圆寂，享年79岁。

## 学术贡献
央金珠白多吉著有许多佛教著作。此外还著有文学、语言、历算、天文、造像、造塔等方面的著作。他还著有介绍汉区情况的《汉地春牛嘉言全聚菩提树》。他的《贤哲密意庄严》是有关隐语修饰、例释的专著，对16种隐语修饰进行解释。他在文学方面著有《比丘洛桑群培短歌集》、《洛桑群培传》等，在天文历算方面著有《历算、周期显明篇》等。
他的《简明三十颂要义树王论》将藏文文法规则与语言实践相结合，成为藏文文法教学的楷模。此书成为西藏各地教授藏文文法的启蒙教材。
央金珠白多吉的知名学生有阿旺楚臣、果芒拉让巴·根敦嘉措、敏珠诺门汉、昌都帕巴拉去桑呼图克图等。